# Pterolophia szetschuanensis
Pterolophia szetschuanensis är en skalbaggsart som beskrevs av Stefan von Breuning 1973. Pterolophia szetschuanensis ingår i släktet Pterolophia och familjen långhorningar. Inga underarter finns listade i Catalogue of Life.